# 79ª Mostra internazionale d'arte cinematografica di Venezia
La 79ª edizione della Mostra internazionale d'arte cinematografica si è svolta al Lido di Venezia dal 31 agosto al 10 settembre 2022, diretta da Alberto Barbera e organizzata dalla Biennale presieduta da Roberto Cicutto. Il film d'apertura è stato Rumore bianco (White Noise) di Noah Baumbach.
La giuria internazionale del concorso è presieduta dall'attrice statunitense Julianne Moore.

## Giurie
Le seguenti persone hanno fatto parte delle giurie delle varie sezioni della Mostra:

### Concorso principale
- Julianne Moore, attrice (Stati Uniti d'America) - Presidente di Giuria
- Mariano Cohn, regista e autore televisivo (Argentina)
- Leonardo Di Costanzo, regista e sceneggiatore (Italia)
- Audrey Diwan, regista e sceneggiatrice (Francia)
- Leila Hatami, attrice (Iran)
- Kazuo Ishiguro, scrittore (Regno Unito, Giappone)
- Rodrigo Sorogoyen, regista, sceneggiatore e produttore cinematografico (Spagna)

### Orizzonti
- Isabel Coixet, regista e sceneggiatrice (Spagna) - Presidente di Giuria
- Laura Bispuri, regista e sceneggiatrice (Italia)
- Antonio Campos, regista, sceneggiatore e produttore cinematografico (Stati Uniti d'America)
- Sofia Djama, regista e sceneggiatrice (Algeria)
- Édouard Waintrop, critico e direttore artistico di festival cinematografici (Francia)

### Venezia Opera Prima - Luigi De Laurentiis
- Michelangelo Frammartino, regista e sceneggiatore (Italia) - Presidente di Giuria
- Jan P. Matuszyński, regista (Polonia)
- Ana Rocha de Sousa, regista e sceneggiatrice (Portogallo)
- Tessa Thompson, attrice (Stati Uniti d'America)
- Rosalie Varda, costumista (Francia)

### Venice Immersive
- May Abdalla, regista (Regno Unito) - Presidente di Giuria
- David Adler, regista (Danimarca)
- Blanca Li, regista e coreografa (Francia)

## Sezioni principali

### In concorso
- Argentina, 1985, regia di Santiago Mitre (Argentina)
- Athena, regia di Romain Gavras (Francia)
- Bardo, la cronaca falsa di alcune verità (Bardo, falsa crónica de unas cuantas verdades), regia di Alejandro González Iñárritu (Messico)
- Blonde, regia di Andrew Dominik (Stati Uniti d'America)
- Bones and All, regia di Luca Guadagnino (Italia)
- Un couple, regia di Frederick Wiseman (Francia)
- Chiara, regia di Susanna Nicchiarelli (Italia)
- The Eternal Daughter, regia di Joanna Hogg (Regno Unito)
- I figli degli altri (Les Enfants des autres), regia di Rebecca Zlotowski (Francia)
- L'immensità, regia di Emanuele Crialese (Italia)
- Love Life, regia di Kōji Fukada (Giappone, Francia)
- Les Miens, regia di Roschdy Zem (Francia)
- Monica, regia di Andrea Pallaoro (Italia, Stati Uniti d'America)
- Gli orsi non esistono (Khers nist), regia di Jafar Panahi (Iran)
- Rumore bianco (White Noise), regia di Noah Baumbach (Stati Uniti d'America) - film d'apertura
- Šab, dākheli, divār, regia di Vahid Jalilvand (Iran)
- Saint Omer, regia di Alice Diop (Francia)
- Il signore delle formiche, regia di Gianni Amelio (Italia)
- The Son, regia di Florian Zeller (Stati Uniti d'America)
- Gli spiriti dell'isola (The Banshees of Inisherin), regia di Martin McDonagh (Regno Unito, Stati Uniti d'America, Irlanda)
- Tár, regia di Todd Field (Stati Uniti d'America)
- The Whale, regia di Darren Aronofsky (Stati Uniti d'America)
- Tutta la bellezza e il dolore (All the Beauty and the Bloodshed), regia di Laura Poitras (Stati Uniti d'America)

### Fuori concorso

#### Fiction
- Dead For a Dollar, regia di Walter Hill (Stati Uniti d'America)
- Don't Worry Darling, regia di Olivia Wilde (Stati Uniti d'America)
- Dreamin' Wild, regia di Bill Pohlad (Stati Uniti d'America)
- The Hanging Sun - Il sole di mezzanotte, regia di Francesco Carrozzini (Italia, Regno Unito) - film di chiusura
- Kapag wala nang mga alon, regia di Lav Diaz (Filippine, Francia, Portogallo, Danimarca)
- Kõne taevast, regia di Kim Ki-duk (Estonia, Kirghizistan, Lettonia)
- Living, regia di Oliver Hermanus (Regno Unito)
- Master Gardener, regia di Paul Schrader (Stati Uniti d'America)
- Pearl, regia di Ti West (Stati Uniti d'America)
- Siccità, regia di Paolo Virzì (Italia)

#### Non fiction
- Bobi Wine Ghetto President, regia di Christopher Sharp e Moses Bwayo (Uganda)
- A Compassionate Spy, regia di Steve James (Stati Uniti d'America)
- Freedom on Fire: Ukraine's Fight For Freedom, regia di Evgenij Afineevskij (Ucraina, Regno Unito, Stati Uniti d'America)
- In viaggio, regia di Gianfranco Rosi (Italia)
- The Kiev Trial, regia di Serhij Loznycja (Paesi Bassi, Ucraina)
- The Matchmaker, regia di Benedetta Argentieri (Italia)
- Music For Black Pigeons, regia di Jørgen Leth e Andreas Koefoed (Danimarca)
- Nuclear Now, regia di Oliver Stone (Stati Uniti d'America)
- Gli ultimi giorni dell'umanità, regia di Enrico Ghezzi e Alessandro Gagliardo (Italia)

#### Cortometraggi
- A guerra finita, regia di Simone Massi (Italia)
- Camarera de piso, regia di Lucrecia Martel (Argentina)
- In quanto a noi, regia di Simone Massi (Italia)
- Look at Me, regia di Sally Potter (Regno Unito)

#### Serie
- Copenhagen Cowboy, regia di Nicolas Winding Refn – miniserie TV, 6 puntate (Danimarca)
- Riget: Exodus, regia di Lars von Trier – miniserie TV, 5 puntate (Danimarca)

### Orizzonti

#### Lungometraggi
- L'appuntamento (Najsreḱniot čovek na svetot), regia di Teona Strugar Mitevska (Macedonia del Nord, Belgio, Slovenia, Danimarca, Croazia, Bosnia ed Erzegovina)
- Aru otoko, regia di Kei Ishikawa (Giappone)
- Autobiography, regia di Makbul Mubarak (Indonesia, Francia, Germania, Polonia, Singapore, Filippine, Qatar)
- Blanquita, regia di Fernando Guzzoni (Cile, Messico)
- Chleb i sól, regia di Damian Kocur (Polonia)
- Jang-e jahāni sevvom, regia di Houman Seyyedi (Iran)
- Innocence, regia di Guy Davidi (Danimarca, Israele, Finlandia, Islanda)
- Ljuksemburg, Ljuksemburg, regia di Antonio Lukič (Ucraina)
- A noiva, regia di Sérgio Tréfaut (Portogallo)
- Obet', regia di Michal Blaško (Slovacchia, Repubblica Ceca, Germania)
- Pour la France, regia di Rachid Hami (Francia)
- Princess, regia di Roberto De Paolis (Italia) - film d'apertura
- Spre nord, regia di Mihai Mincan (Romania, Francia, Grecia, Bulgaria, Repubblica Ceca)
- Ti mangio il cuore, regia di Pippo Mezzapesa (Italia)
- Tutto in un giorno (En los márgenes) , regia di Juan Diego Botto (Spagna, Belgio)
- Trenque Lauquen, regia di Laura Citarella (Argentina, Germania)
- Vera, regia di Tizza Covi e Rainer Frimmel (Austria)
- La verità secondo Maureen K. (La Syndicaliste), regia di Jean-Paul Salomé (Francia, Germania)

#### Cortometraggi in concorso
- 9-r saryn cas, regia di Pürėv-Očir Lhagvadulam (Mongolia, Francia)
- III, regia di Salomé Villeneuve (Canada)
- Alt på en gang, regia di Henrik Dyb Zwart (Norvegia)
- Christopher at Sea, regia di Tom CJ Brown (Francia, Stati Uniti d'America)
- The Fruit Tree, regia di Isabelle Tollenaere (Belgio)
- Love Forever, regia di Clare Young (Australia)
- Manuale di cinematografia per dilettanti - Vol. I, regia di Federico Di Corato (Italia)
- Nocomodo, regia di Lola Halifa-Legrand (Francia)
- Please Hold the Line, regia di Ce Ding Tan (Malesia)
- Rutubet, regia di Turan Haste (Turchia)
- Ṣāḥebti, regia di Kawthar Younis (Egitto)
- Tria - Del sentimento del tradire, regia di Giulia Grandinetti (Italia)

#### Orizzonti Extra
- Amanda, regia di Carolina Cavalli (Italia)
- Bi-ro'yā, regia di Arian Vazirdaftari (Iran)
- Goliath, regia di Ádilhan Erjanov (Kazakistan, Russia)
- Janāʾin muʿallaqa, regia di Ahmed Yassin Al Daradji (Iraq, Palestina, Arabia Saudita, Egitto, Regno Unito)
- Nezouh - Il buco nel cielo (Nuzūḥ), regia di Sudad Ka'dan (Regno Unito, Siria, Francia)
- Notte fantasma, regia di Fulvio Risuleo (Italia)
- Valeria mithatenet, regia di Michal Vinik (Israele, Francia)
- Un vizio di famiglia (L'Origine du mal), regia di Sébastien Marnier (Francia, Canada)
- Zapatos rojos, regia di Carlos Eichelmann Kaiser (Messico, Italia)

### Venezia Classici
- The Black Cat, regia di Edgar G. Ulmer (Stati Uniti d'America, 1934)
- Bratan, regia di Bahtiër Hudojnazarov (Unione Sovietica, 1991)
- Cavalcata (Cavalcade), regia di Frank Lloyd (Stati Uniti d'America, 1933)
- I conquistatori (Canyon Passage), regia di Jacques Tourneur (Stati Uniti d'America, 1946)
- Dúlì shídài, regia di Edward Yang (Taiwan, 1994)
- La farfalla sul mirino (Koroshi no rakuin), regia di Seijun Suzuki (Giappone, 1967)
- Una gallina nel vento (Kaze no naka no mendori), regia di Yasujirō Ozu (Giappone, 1948)
- Sergio Leone - L'italiano che inventò l'America, regia di Francesco Zippel (Italia, 2022) – documentario
- I giocatori di scacchi (Shatranj Ke Khilari), regia di Satyajit Ray (India, 1977)
- La marcia su Roma, regia di Dino Risi (Italia, 1962)
- Mes petites amoureuses, regia di Jean Eustache (Francia, 1974)
- I misteri del giardino di Compton House (The Draughtsman's Contract), regia di Peter Greenaway (Regno Unito, 1982)
- L'orecchio (Ucho), regia di Karel Kachyňa (Cecoslovacchia, 1970)
- Il profondo desiderio degli dei (Kamigami no fukaki yokubō), regia di Shōhei Imamura (Giappone, 1968)
- Le strane licenze del caporale Dupont (Le Caporal épinglé), regia di Jean Renoir (Francia, 1962)
- Teorema, regia di Pier Paolo Pasolini (Italia, 1968)
- Teresa la ladra, regia di Carlo Di Palma (Italia, 1973)
- Thérèse et Isabelle, regia di Radley Metzger (Francia, Stati Uniti d'America, Germania Ovest, Paesi Bassi, 1968)
- La voglia matta, regia di Luciano Salce (Italia, 1962)

## Sezioni autonome e parallele

### Settimana internazionale della critica

#### In concorso
- Anhell69, regia di Theo Montoya (Colombia)
- Aus meiner Haut, regia di Alex Schaad (Germania)
- Da li ste videli ovu ženu?, regia di Dušan Zorić e Matija Gluščević (Serbia, Croazia)
- Dogborn, regia di Isabella Carbonell (Svezia)
- Eismayer, regia di David Wagner (Austria)
- Margini, regia di Niccolò Falsetti (Italia)
- Tant que le soleil frappe, regia di Philippe Petit (Francia)

#### Fuori concorso
- Malikates, regia di Yasmine Benkiran (Marocco) - film di chiusura
- O sangue, regia di Pedro Costa (Portogallo, 1989)
- Trois nuits par semaine, regia di Florent Gouëlou (Francia) - film d'apertura

#### Cortometraggi
- Albertine Where Are You?, regia di Maria Guidone (Italia)
- Come le lumache, regia di Margherita Panizon (Italia)
- Nostos, regia di Mauro Zingarelli (Italia)
- Puiet, regia di Lorenzo Fabbro e Bronte Stahl (Italia, Usa, Romania)
- Reginetta, regia di Federico Russotto (Italia)
- Resti, regia di Federico Fadiga (Italia)
- La stanza lucida, regia di Chiara Caterina (Italia)

### Giornate degli autori

#### In concorso
- Bentu, regia di Salvatore Mereu (Italia)
- Běžná selhání, regia di Cristina Groşan (Repubblica Ceca, Ungheria, Italia, Slovacchia)
- Blue Jean, regia di Georgia Oakley (Regno Unito)
- Les damnés ne pleurent pas, regia di Fyzal Boulifa (Francia, Belgio, Marocco)
- Dirty, Difficult, Dangerous, regia di Wissam Charaf (Francia, Italia, Libano) - film d'apertura
- El Akhira, la dernière reine, regia di Adila Bendimerad e Damien Ounouri (Algeria, Francia, Arabia Saudita, Qatar, Taiwan)
- Lobo e Cão, regia di Cláudia Varejão (Portogallo, Francia)
- The Maiden, regia di Graham Foy (Stati Uniti d'America)
- Padre Pio, regia di Abel Ferrara (Italia, Germania, Regno Unito)
- Shimen, regia di Huang Ji e Ryuji Otsuka (Giappone)

#### Fuori concorso
- The Listener, regia di Steve Buscemi (Stati Uniti d'America) - film di chiusura

#### Eventi speciali
- Acqua e anice, regia di Corrado Ceron (Italia)
- Alone, regia di Jafar Najafi (Italia)
- Casa Susanna, regia di Sébastien Lifshitz (Francia, Stati Uniti d'America, Regno Unito)
- Marcia su Roma, regia di Mark Cousins (Italia)
- Siamo qui per provare, regia di Greta De Lazzaris e Jacopo Quadri (Italia)

#### Miu Miu Women's Tales
- #23. House Comes With a Bird, regia di Janicza Bravo (Italia, Stati Uniti d'America)
- #24. Carta de mi madre para mi hijo, regia di Carla Simón (Italia, Spagna)

#### Notti veneziane
- Le favolose, regia di Roberta Torre (Italia, Francia)
- Kristos, the Last Child, regia di Giulia Amati (Italia, Francia, Grecia)
- Las leonas, regia di Isabel Achával e Chiara Bondì (Italia)
- Un nemico invisibile, regia di Riccardo Campagna e Federico Savonitto (Italia)
- Pablo di Neanderthal, regia di Antonello Matarazzo (Italia)
- Il paese delle persone integre, regia di Christian Carmosino Mereu (Italia, Burkina Faso)
- Se fate i bravi, regia di Stefano Collizzolli e Daniele Gaglianone (Italia, Belgio)
- Spaccaossa, regia di Vincenzo Pirrotta (Italia)
- La timidezza delle chiome, regia di Valentina Bertani (Italia, Israele)

## Premi

### Premi della selezione ufficiale
Le cinque giurie internazionali dell'edizione, più gli spettatori della sezioni Orizzonti Extra, hanno assegnato i seguenti premi:

#### Concorso
- Leone d'oro al miglior film: Tutta la bellezza e il dolore - All the Beauty and the Bloodshed, regia di Laura Poitras
- Leone d'argento - Gran premio della giuria: Saint Omer, regia di Alice Diop
- Leone d'argento per la miglior regia: Luca Guadagnino per Bones and All
- Coppa Volpi
  - Coppa Volpi per la migliore interpretazione femminile: Cate Blanchett per Tár
  - Coppa Volpi per la migliore interpretazione maschile: Colin Farrell per Gli spiriti dell'isola (The Banshees of Inisherin)
- Premio Osella per la migliore sceneggiatura: Martin McDonagh per Gli spiriti dell'isola (The Banshees of Inisherin)
- Premio speciale della giuria: Gli orsi non esistono (Khers nist), regia di Jafar Panahi
- Premio Marcello Mastroianni ad un attore o attrice emergente: Taylor Russell per Bones and All

#### Orizzonti
- Premio Orizzonti per il miglior film: Jang-e jahāni sevvom, regia di Houman Seyyedi
- Premio Orizzonti per la miglior regia: Tizza Covi e Rainer Frimmel per Vera
- Premio speciale della giuria: Chleb i sól, regia di Damian Kocur
- Premio Orizzonti per la miglior interpretazione femminile: Vera Gemma per Vera
- Premio Orizzonti per la miglior interpretazione maschile: Mohsen Tanabandeh per Jang-e jahāni sevvom
- Premio Orizzonti per la miglior sceneggiatura: Fernando Guzzoni per Blanquita
- Premio Orizzonti per il miglior cortometraggio: 9-r saryn cas, regia di Pürėv-Očir Lhagvadulam

#### Leone del futuro - Premio Venezia opera prima "Luigi De Laurentiis"
- Saint Omer, regia di Alice Diop

#### Venice Immersive
- Premio alla migliore esperienza: The Man Who Couldn't Leave, regia di Chen Singing
- Gran premio della giuria: From the Main Square, regia di Pedro Harres
- Premio speciale della giuria: Eggscape, regia di German Heller

#### Orizzonti Extra, Premio degli spettatori - Armani Beauty
- Nezouh - Il buco nel cielo (Nuzūḥ), regia di Sudad Ka'dan

#### Venezia Classici
- Premio al miglior film restaurato: La farfalla sul mirino (Koroshi no rakuin), regia di Seijun Suzuki (Giappone, 1967)
- Premio al miglior documentario sul cinema: Fragments of Paradise, regia di K.D. Davison

### Premi alla carriera
- Leone d'oro alla carriera: Catherine Deneuve e Paul Schrader